# 福山重一
福山 重一（ふくやま しげかず、1909年1月21日 - 1992年9月21日）は、日本の経済学者（経済学博士）。教育者。

## 経歴
職業指導学の研究に取り組み、芦屋大学で合計7回にわたって開催された職業指導学国際会議では、終身議長を務めた。F式選職能力テストの開発に取り組んだ。
1980年代後半にソビエト連邦のペレストロイカにおいてこの職業指導学が採用され、当時のソ連高等中等専門教育大臣、モスクワ大学総長を始めとするソ連の教育関係者と度々の会談を行い、ソ連の教育システム構築に関わった。1988年にモスクワ大学名誉教授学位を授与され、1991年には同大学名誉博士学位を授与された

## 著書
- 『職業指導研究』（文雅堂銀行研究社、1958年）
- 『ソ連の教育I』（文雅堂銀行研究社、1979年）
- 『ソ連の教育II』（文雅堂銀行研究社、1981年）
- 『F式選職能力テスト　中学校生徒の職業選択能力評価法』（文雅堂銀行研究社、1982年）
- 『ソ連の教育III』（文雅堂銀行研究社、1983年）
- 『F式選職能力テスト 一般用』（文雅堂銀行研究社、1984年）
- 『F式選職能力テスト 高等学校用』（文雅堂銀行研究社、1984年）
- 『黒住教学研究』（文雅堂銀行研究社、1985年）
- 『ソ連の教IV』（文雅堂銀行研究社、1985年）
- 『ソ連の教育V』（文雅堂銀行研究社、1988年）